# Black smoker

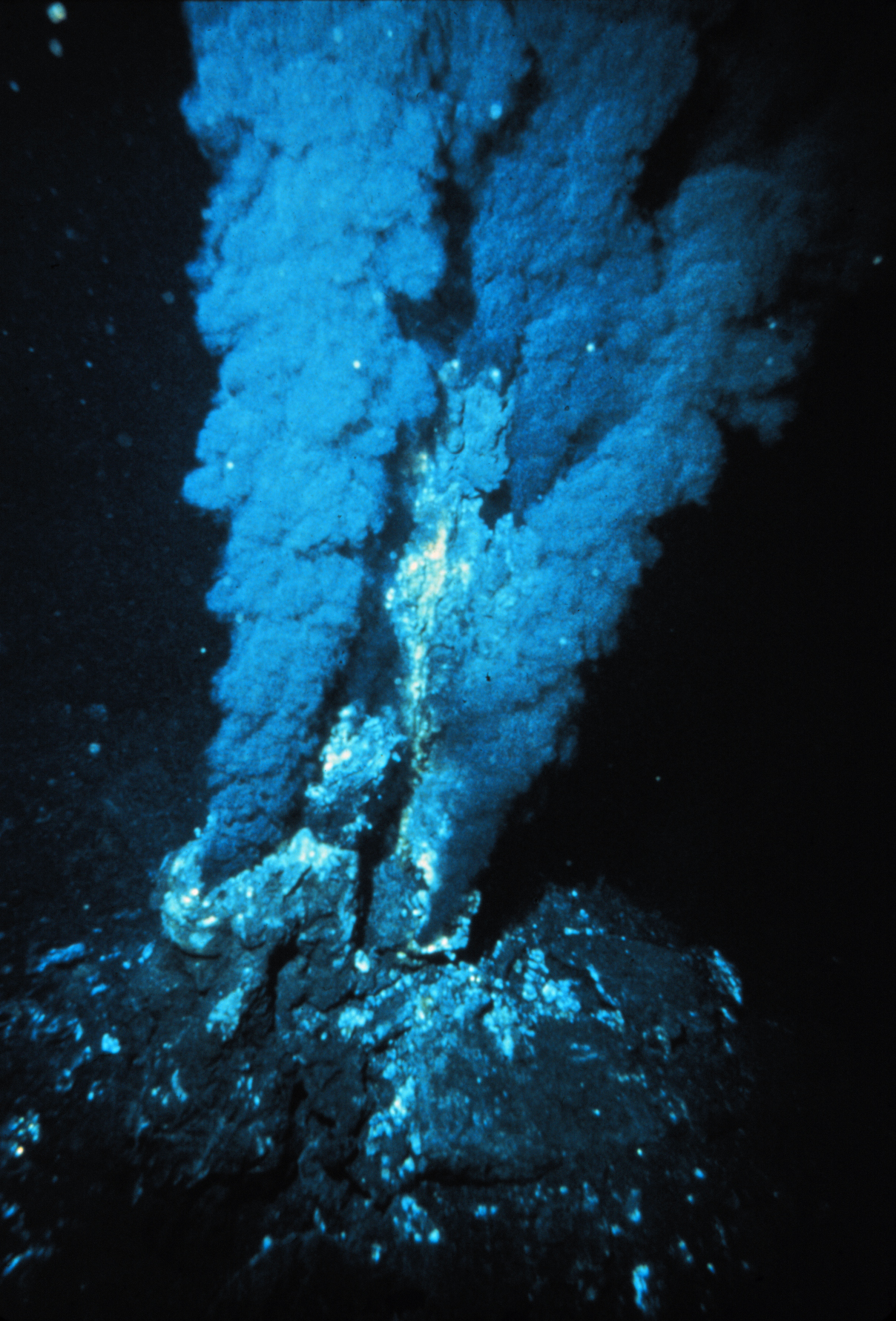
Black smoker

Een vulkanische schoorsteen of 'black smoker' is een onderzeese hydrothermale bron waar kokendheet water, tot ongeveer 400°C, onder grote druk uit de bodem tevoorschijn komt. Het water is verzadigd met mineralen, daardoor heeft het opspuitende water een zwarte kleur. Vandaar de Engelse naam 'black smoker', dat 'zwarte roker' betekent. Door contact met het koude omringende zeewater slaan deze mineralen (onder andere goud, zink, koper en ijzer) neer. Op deze plaatsen vormt de neerslag vaak schoorsteenachtige pijpen van enige meters tot soms enkele tientallen meters hoogte.
Rondom deze vulkanische schoorstenen heeft zich op de bodem van de oceaan een heel ecosysteem ontwikkeld dat zijn energie niet haalt uit fotosynthese, maar chemosynthese. Op deze diepten dringt namelijk in het geheel geen licht door, dus zijn er ook geen planten. De energie wordt hier gehaald uit de oxidatie van de waterstofsulfide die uit de bodem tevoorschijn komt, de zogenaamde chemosynthese. Hier neemt dus de oxidatie van zwavelwaterstof de plaats in van de lichtenergie die planten nodig hebben. Het zijn bacteriën die op deze manier de energie uit waterstofsulfide vastleggen. Zo nemen deze bacteriën de plaats in die overal anders door de planten wordt ingenomen. Deze bacteriën staan aan het begin van de voedselketens die hier voorkomen. Andere organismen die hier leven zijn meterslange kokerwormen, tweekleppigen (onder andere heel grote mossels), kreeftachtigen (krabben), slakken en zeeanemonen.
Veel geleerden zijn van mening dat de vulkanische schoorstenen weleens het milieu zouden kunnen zijn geweest waar de eerste primitieve levensvormen zijn ontstaan (zie: abiogenese).